# Clementina Anstruther-Thomson
Clementina "Kit" Caroline Anstruther-Thomson (1857-7 de julio de 1921) fue una autora y teórica del arte escocesa. Era conocida por escribir y dar conferencias sobre estética experimental durante la época victoriana. Su colaboración con la escritora británica Vernon Lee en la década de 1890 inspiró el creciente interés de Lee en el aspecto psicológico de la estética más adelante en su carrera.

## Biografía
Anstruther-Thomson era hija de Caroline Maria Agnes Robina Gray y de John Anstruther-Thomson de Charleton y Carntyne, una familia aristocrática. Su abuelo, John Anstruther-Thomson, fue un oficial del Ejército Territorial Británico.

## Estética experimental
El esteticismo en el Reino Unido comenzó en la década de 1860 durante el período victoriano. En la literatura victoriana, los escritores del movimiento estético se centraron en el aspecto sensual de la estética. Anstruther-Thomson, en particular, estaba interesada en experimentar el arte físicamente en su propio cuerpo. En una de las conferencias titulada "Lo que nos hacen los patrones" impartida por Anstruther-Thomson, animó a la audiencia a interactuar con un jarrón estampado y "sentir su efecto en sus cuerpos".
Vernon Lee ya sabía quien era Anstruther-Thomson antes de conocerla. Los escritores contemporáneos han descrito a Anstruther-Thomson con un físico que se asemeja a los ideales de la escultura de la Antigua Grecia, y Lee describió con frecuencia su obsesión por el cuerpo de Anstruther-Thomson en sus escritos. Cuando Lee observó el arte con Anstruther-Thomson, su experiencia estética se basó en el "deseo lésbico" del cuerpo de Anstruther-Thomson que encarnaba los ideales griegos.

## Colaboración con Vernon Lee

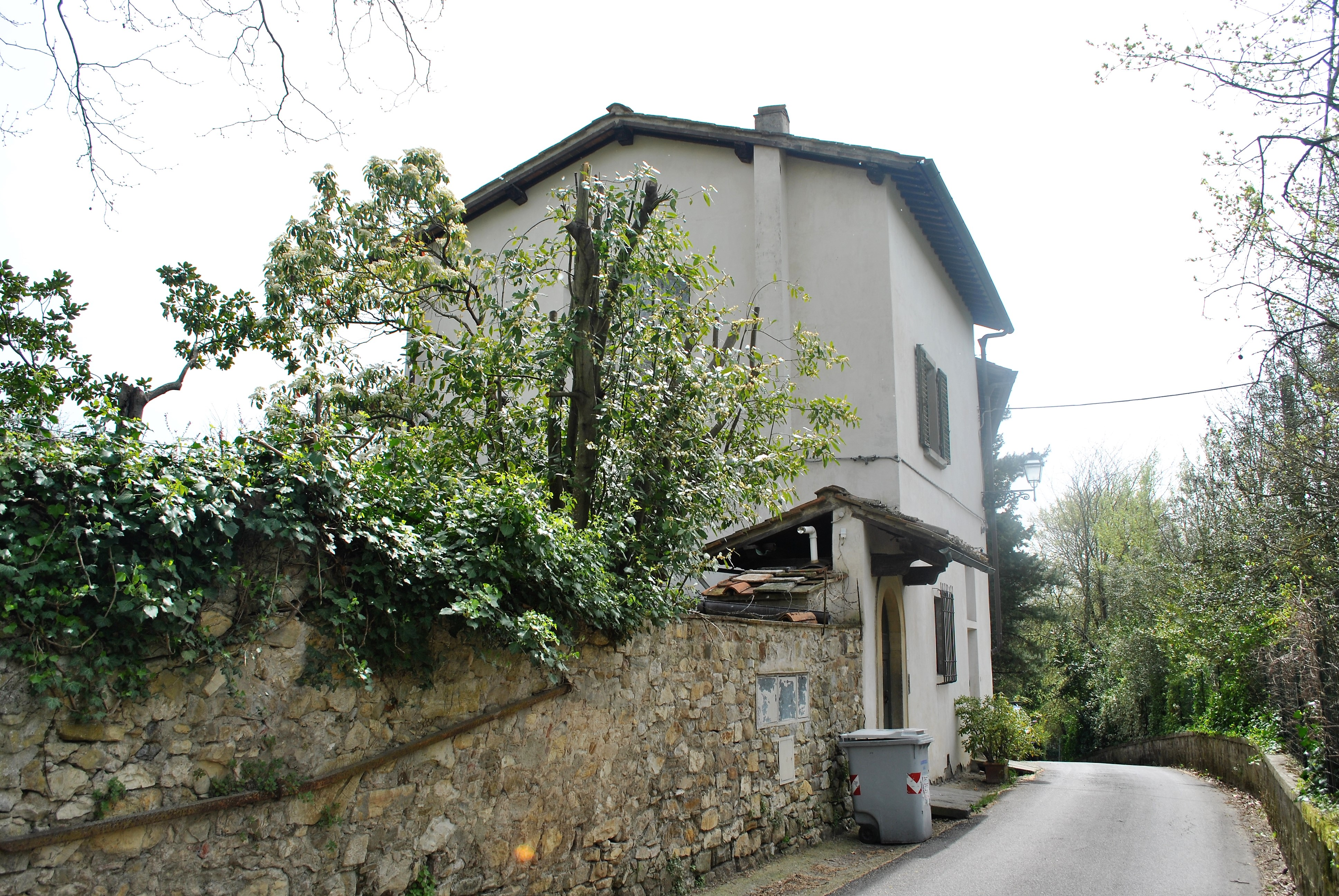
La villa en Florencia, Italia, donde vivían juntas Anstruther-Thomson y Vernon Lee.

Anstruther-Thomson conoció a Vernon Lee en 1888, y durante los siguientes doce años las dos vivieron abiertamente juntas, como "amantes, amigas y coautoras". Vivían como expatriadas en Italia, y a menudo viajaban a Gran Bretaña. En su tiempo juntas, realizaron experimentos estéticos y registraron sus hallazgos. A lo largo de la década de 1890, Anstruther-Thomson y Lee visitaron muchos museos de Europa continental y observaron muchas obras de arte. En su observación, registraron por escrito cómo respondía su cuerpo a las obras de arte.
En 1897, publicaron los hallazgos combinados en el artículo "Beauty and Ugliness" (Belleza y fealdad), que investigan la fisiología de la estética. Su investigación se basó en la teoría de James-Lange sobre cómo el cuerpo humano responde a la estimulación y desencadena la emoción. Muchos de los hallazgos, sin embargo, no fueron tomados en serio ya que tanto su relación profesional como romántica fue "atacada"  por sus contemporáneos, recibiendo "severas críticas" de amigos.

## Madurez
Después de la publicación de "Beauty and Ugliness", Anstruther-Thomson se alejó gradualmente de Lee y finalmente rompió la relación en 1898. Siguieron siendo amigas cercanas hasta la muerte de Anstruther-Thomson en 1921. Posteriormente, Anstruther-Thomson trabajó en estrecha colaboración con las Girl Scouts of the USA. Muchos de sus líderes anteriores eran mujeres solteras y algunas también lesbianas, para quienes el Guidismo proporcionó un refugio seguro. Anstruther-Thomson fue organizadora y entrenadora, y ocupó el cargo de Comisionada del Condado hasta su muerte. Fue enterrada con su familia en el cementerio de la parroquia de Kilconquhar.
Sus escritos sobre estética fueron recopilados y publicados póstumamente por Lee en Art and Man en 1924, con una introducción, también de Lee, que describía su colaboración para experimentar juntas el arte.

## Vistas personales
Anstruther-Thompson fue una humanista y defensora del movimiento ético británico. Era un miembro pagado de la West London Ethical Society, un grupo predecesor de Humanists UK, que más tarde recordó sus contribuciones como una de sus "heroínas del librepensamiento".